# Faramea chiapensis
Faramea chiapensis es una especie extinta de planta fanerógama perteneciente a la familia Rubiaceae. Descrita por Attila L. Borhidi en 2006, se le conoce solo por una única recolección efectuada en 1953 en la localidad mexicana de Pueblo Nuevo Solistahuacán, estado de Chiapas. Toda vez que no ha habido registros de Faramea chiapensis desde entonces, la UICN en 2020 la declaró extinta. Se atribuye su desaparición a la pérdida del hábitat a causa de la deforestación con propósitos agrícolas y de los conflictos sociopolíticos acontecidos en la zona entre 1994 y el 2000.